# الکسی آبالماسوف
الکسی آبالماسوف (بلاروسی: Аляксей Абалмасаў؛ زادهٔ ۲۰ ژوئن ۱۹۸۰) قایقران کانو اهل بلاروس است.
وی در مسابقات کشوری و بین‌المللی در مجموع برندهٔ ۳ مدال طلا، ۲ مدال نقره، ۲ مدال برنز شده‌است.